# Novastar (album)
Novastar è il primo album studio del gruppo di rock alternativo Novastar, pubblicato il 1º ottobre 1999.

## Tracce[1]
1. Wrong - 4:01
2. Smooth Flavours - 3:38
3. Caramia - 4:48
4. Moreau - 4:25
5. The Best Is Yet to Come - 3:49
6. Millersan - 3:28
7. Carelessly Dating - 3:11
8. E - 2:47
9. Do Run - 3:38
10. Lost & Blown Away - 2:50

## Classifiche
| Classifica (2000) | Posizione più alta |
| ----------------- | ------------------ |
| Belgio (Fiandre)  | 1                  |
| Paesi Bassi       | 66                 |